# Браши Крик (Тексас)
Браши Крик (енгл. Brushy Creek) насељено је место без административног статуса у америчкој савезној држави Тексас.

## Демографија
По попису из 2010. године број становника је 21.764, што је 6.393 (41,6%) становника више него 2000. године.
| Група             | 2000.          | 2010.          |
| Белци             | 11.847 (77,1%) | 14.831 (68,1%) |
| Афроамериканци    | 627 (4,1%)     | 892 (4,1%)     |
| Азијати           | 1.047 (6,8%)   | 2.622 (12,0%)  |
| Хиспаноамериканци | 1.572 (10,2%)  | 2.856 (13,1%)  |
| Укупно            | 15.371         | 21.764         |